# Hieracium fascigerum
Hieracium fascigerum es una especie de planta con flor del género Hieracium, de la familia Asteraceae, orden Asterales.

## Distribución
Hieracium fascigerum se distribuye por Noruega.

## Taxonomía
Fue descrita científicamente por Omang.
Tratamiento taxonómico
La especie aparece registrada y publicada en Nyt Mag. Naturvidensk.